# 外雙溪
外雙溪位於台灣北部，屬於淡水河水系，為基隆河的支流，流域分佈於台北市士林區、北投區。其上游為內雙溪，發源於大屯火山群擎天崗附近，先向南流後轉向西，與右側流入之菁礐溪（碧溪）會合後，始稱為外雙溪。續往西流匯集各支流後，由雙溪口進入台北盆地；再與磺溪（紫明溪）會合後，於洲美後港二號橋附近注入基隆河。
外雙溪流域有芝山岩、雙溪公園、中影文化城、國立故宮博物院、聖人瀑布等景點，磺溪上游則有多處溫泉，均為著名的旅遊勝地。東吳大學外雙溪校區係臨外雙溪，聯外道路因而得名「臨溪路」。
臺北捷運淡水信義線在芝山站與士林站間跨過外雙溪。

## 主要支流

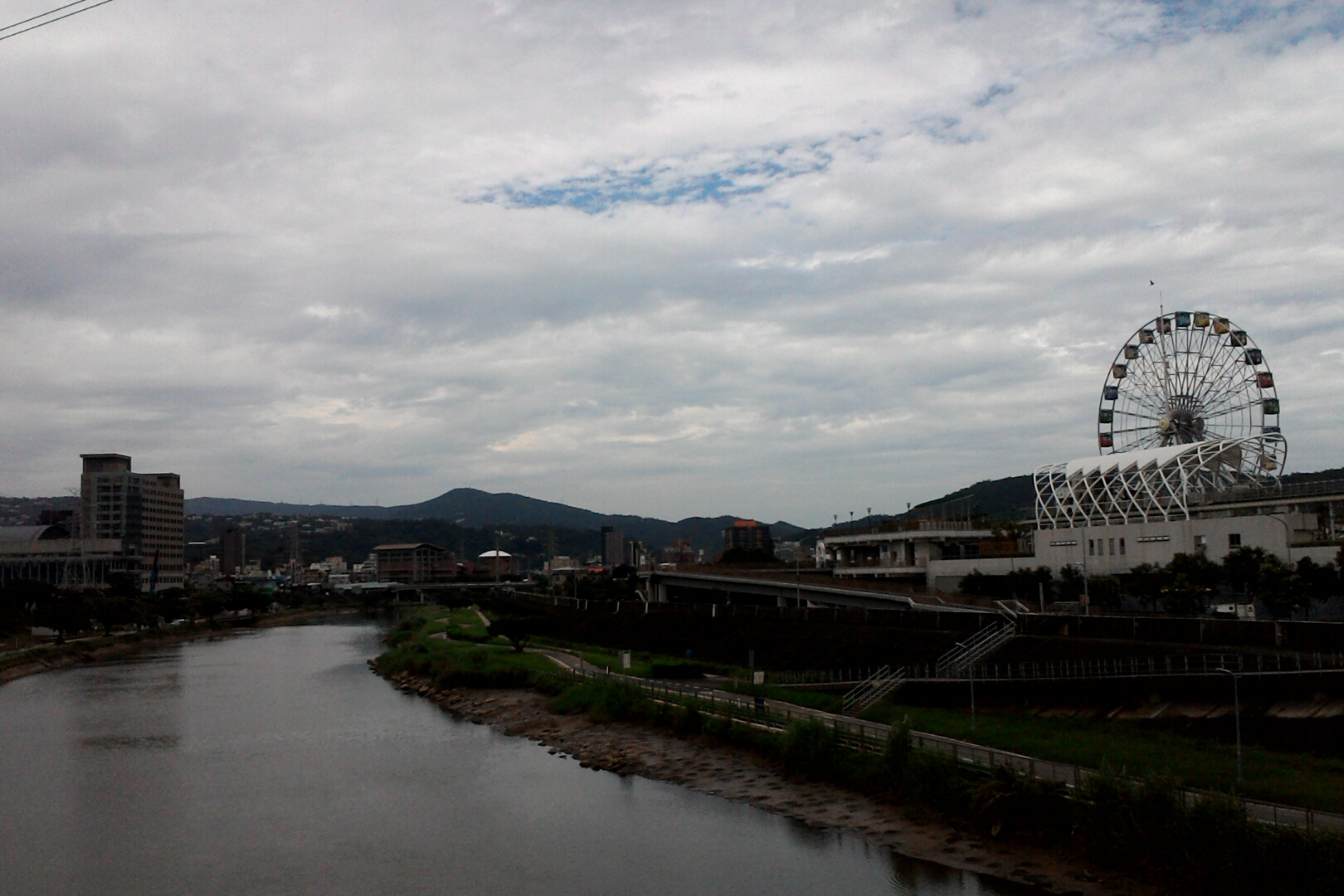
由雙溪橋向上游方向看外雙溪與左岸的兒童新樂園。

- 外雙溪：台北市北投區、士林區
  - 磺溪：台北市北投區、士林區
    - 松溪：台北市北投區、士林區
    - 紫明溪：台北市北投區
    - 竹子湖溪：台北市北投區
    - 陽明溪：台北市北投區

  - 石角溪：台北市士林區
  - 新安溪：台北市士林區
  - 菁礐溪 (碧溪)：台北市士林區
    - 冷水坑溪
      - 竹篙溪

  - 內雙溪：台北市士林區
    - 內厝溪
    - 內雙溝溪
    - 車登腳溪
    - 田尾仔溪
    - 頂山溪
    - 石溪
    - 擎天崗溪

## 跨外雙溪的橋梁
- 從下游至上游排序
  - 雙溪橋(承德路六段)
  - 文昌橋(文昌路)
  - 士林橋(文林路)
  - 捷運高架橋( 淡水信義線)
  - 福林橋(中山北路五段)
  - 雨農橋(雨農路)
  - 復興橋(仰德大道一段)
  - 望星橋(至善路一段)
  - 自強橋(故宮路)
  - 婆婆橋(至善路二段266巷)
  - 勝利橋(至善路二段332巷)
  - 至善橋(臨劍南路100巷)
  - 劍南橋(劍南路)
  - 大經橋(至善路二段460巷)
  - 外雙溪橋(中社路一段)
- （往後則為內雙溪）

## 溺斃事故
1981年1月23日發生外雙溪事件，景美女中、達人女中、大安國中三所學校六百多名師生前往外雙溪遊玩，因上游內雙溪快濾池水壩為了清除水口內雜物，貿然放水，下游師生逃生不及，最終造成15人罹難。